# 瓦尔省拉瓦莱特
瓦尔省拉瓦莱特（法語：La Valette-du-Var，法語發音：[la valɛt dy vaʁ]），或纯音译作拉瓦莱特迪瓦尔，是法国普罗旺斯-阿尔卑斯-蓝色海岸大区瓦尔省的一个市镇，位于该省西南部，土伦市区东北，属于土伦区。

## 地理
瓦尔省拉瓦莱特（43°8'14"N, 5°58'57"E）面积15.5 平方千米，位于法国普罗旺斯-阿尔卑斯-蓝色海岸大区瓦尔省，该省份为法国东南部沿海省份，北起上普罗旺斯阿尔卑斯省，西北角与沃克吕兹省接壤，西接罗讷河口省，南濒地中海，东临滨海阿尔卑斯省。
与瓦尔省拉瓦莱特接壤的市镇（或旧市镇、城区）包括：拉法莱德、拉加爾德、勒勒韦斯特莱索、索列斯城、土伦。

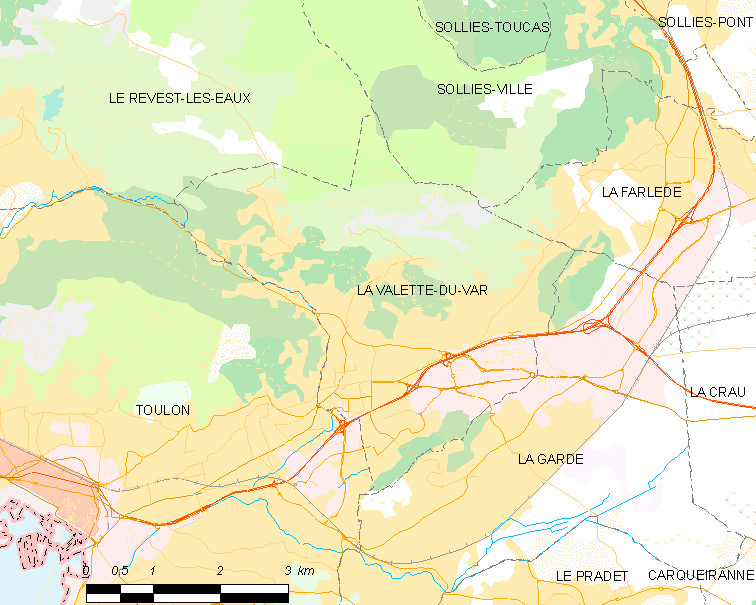
瓦尔省拉瓦莱特的OSM定位图

瓦尔省拉瓦莱特的时区为UTC+01:00、UTC+02:00（夏令时）。

## 行政
瓦尔省拉瓦莱特的邮政编码为83160，INSEE市镇编码为83144。

## 政治
瓦尔省拉瓦莱特所属的省级选区为土伦第三县。

## 人口

1962-2008年间瓦尔省拉瓦莱特人口变化图示

瓦尔省拉瓦莱特于2022年1月1日时的人口数量为23660人。